# Movimento LaRouche
Movimento LaRouche (LaRouche movement, em inglês), também chamado de Larouchismo, é um movimento político-cultural internacional que promove as ideias e ideologia de Lyndon LaRouche. Inclui muitas organizações e empresas em todo o mundo, que fazem campanha, reúnem informações e publicam livros e periódicos.

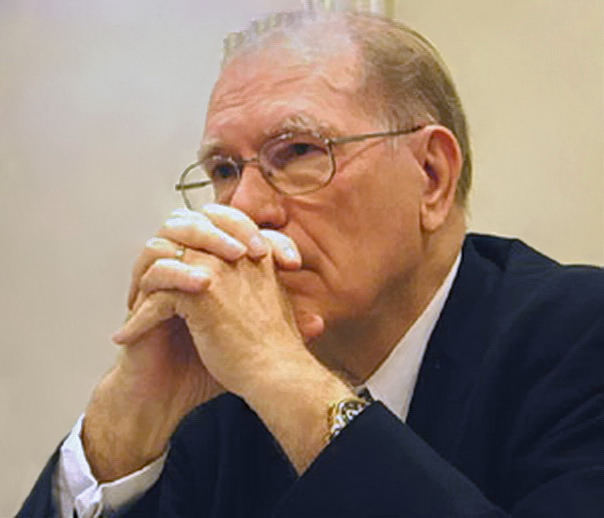
Lyndon LaRouche (1922–2019), homônimo e fundador do movimento.

É considerado um movimento anticapitalista e antiglobalização, que também adere a algumas teorias da conspiração: por exemplo, apoia certas versões da teoria da conspiração sobre o ataque ao World Trade Center em 11 de setembro de 2001, além de negar o aquecimento global e as mudanças climáticas. O movimento também defende o abandono das taxas de câmbio flutuantes e o retorno às taxas fixas no estilo de Bretton Woods, a abolição do Fundo Monetário Internacional e a energia nuclear. No Brasil, algumas das ideias de Lyndon LaRouche foram promovidas por Enéas Carneiro e pelo Partido de Reedificação da Ordem Nacional (Prona).
Apesar do movimento ter se originado do ativismo estudantil de esquerda na década de 1960, as ideias do movimento LaRouche são frequentemente consideradas como de extrema-direita.